# Ferrari 360 GTC
La Ferrari 360 GTC è una autovettura da competizione costruita dalla Ferrari dal 2003 al 2004. Derivava dalla 360 e fu studiata per competere nella classe N-GT. Fu presentata al salone dell'automobile di Bologna il 6 dicembre 2003 con il corpo vettura progettato da Pininfarina.

## Profilo e tecnica
Con un peso di 1100 kg, fu sviluppata a Maranello in collaborazione con la Michelotto Automobili. Fu il risultato dei successi conquistati nei test della Ferrari 360 GT, con un cambio sequenziale a sei rapporti oltre ad un miglioramento del sistema elettronico realizzato dalla Magneti Marelli.
L'aerodinamica fu sostanzialmente diversa dalla 360 GT, così che la 360 GTC fu omologata come la Challenge Stradale dalla FIA e dalla ACO, prendendo spunto dagli elementi caratteristici: il paraurti anteriore, le minigonne, il portellone del cofano motore e la coda. L'analisi alla galleria del vento portò ad un nuovo sistema di ali posteriori, con un notevole incremento del carico verticale.
Il motore era centrale longitudinale con sigla F131. Era un V8 a 90° con cilindrata di 3586,2 cm³ e ne furono migliorati i consumi e la potenza, che ora era di 445 CV a 8750 giri al minuto. La coppia motrice era di 410 N·m. La distribuzione era con doppio albero a camme in testa e cinque valvole per cilindro. L'iniezione era Magneti Marelli MR3. Non era sovralimentata ed era a trazione posteriore.